# حزب روسيا العمال
حزب روسيا العمال (بالروسية: Трудовая Россия; ТР)‏؛ هي حركة شيوعية متشددة في روسيا. تأسست في عام 1991 كحركة شعبية تدعم حزب العمال الشيوعي الروسي ويقودها فيكتور أنبيلوف. بصرف النظر عن نشطاء حزب العمال، ضمت الحركة نشطاء من مجموعات معارضة راديكالية أخرى، مثل الجبهة المتحدة للعمال واتحاد الشيوعيين واتحاد الضباط، إلخ. في عام 1995، شاركت الحركة في الانتخابات التشريعية في قائمة «الشيوعيين - حزب العمال روسيا - من أجل الاتحاد السوفيتي». اكتسبت حركة روسيا العمالية سمعة سيئة في التسعينيات من خلال المتظاهرين العدوانيين المناهضين للحكومة، مثل مظاهرة عيد العمال عام 1993 التي تحولت إلى أعمال شغب. استخدم أنبيلوف كلا من الخطاب الشيوعي والقومي المتطرف. كان فيكتور أنبيلوف أيضًا أحد المبادرين للتمرد المسلح في أكتوبر 1993 في موسكو.